# Inkerman (conseil législatif)
Ne doit pas être confondu avec Inkerman (division sénatoriale canadienne).
Division du Conseil législatif du Québec
Inkerman est une division du Conseil législatif du Québec ayant existé de 1867 à 1968. Elle est abolie en même temps que le Conseil lui-même.

## Liste des conseillers
| Années | Années      | Conseiller législatif | Parti           |
| ------ | ----------- | --------------------- | --------------- |
|        | 1867 - 1887 | George Bryson (père)  | Conservateur    |
|        | 1887 - 1937 | George Bryson (fils)  | Libéral         |
|        | 1937        | Charles Allan Smart   | Conservateur    |
|        | 1939 - 1941 | Martin Beattie Fisher | Union nationale |
|        | 1942 - 1960 | Robert R. Ness        | Libéral         |
|        | 1960 - 1968 | George Carlyle Marler | Libéral         |